# План втечі 3
«План втечі 3» (англ. Escape Plan: The Extractors) — американський гостросюжетний бойовик 2019 року, який є продовженням фільмів «План втечі» та «План втечі 2».

## У ролях
| Актор               | Роль          |
| ------------------- | ------------- |
| Сільвестер Сталлоне | Рей Бреслін   |
| Дейв Батиста        | Трент Де Роза |
| 50 Cent             | Гаш           |
| Джеймі Кінг         | Ебігейл Росс  |
| Даніель Бернгардт   | Сільва        |
| Макс Чжан           | Шен Ло        |
| Гаррі Шам           | Бао Янг       |
| Девон Сава          | Лестер Кларк  |
| Лідія Галл          | Джулс         |
| Малез Джоу          | Дая           |
| Расселл Вонг        | Ву            |
| Джефф Чейз          | Френкі        |
| Роб де Грут         | Ральф         |
| Голланд Герцфелд    | Сонні         |
| Тайлер Джон Олсон   | Бун           |
| Ши Бакнер           | агент Річланд |
| Серджио Ріццуто     | Нарко         |

## Створення фільму

### Виробництво
Розробка фільму була анонсована у квітні 2017 року, коли Сталлоне знімався у другій частині франшизи. Зйомки фільму проходили у вересні 2017 року.

### Знімальна група
- Кінорежисер — Джон Герцфелд
- Сценарист — Майлз Чепмен, Джон Герцфелд
- Кінопродюсер — Роббі Бреннер, Марк Кентон, Рендалл Емметт, Джордж Фурла, Зак Шиллер
- Композитор — Віктор Реєс
- Кінооператор — Жак Жоффре
- Кіномонтаж — Шон Альберсон
- Художник-постановник — Джеррі Флемінг
- Артдиректор — Кріс Крейн
- Художник-декоратор — Анжела Гейл Шроедер
- Художник-костюмер — Роджер Дж. Форкер[4]